# Liste von Terroranschlägen im Jahr 2018
Die Liste von Terroranschlägen im Jahr 2018 enthält eine Auswahl von Terroranschlägen, die im Jahr 2018 erfolgten. Attentate werden gesondert in der Liste bekannter Attentate behandelt. In der Liste von Sprengstoffanschlägen sind auch nichtterroristische Anschläge aufgeführt. Die Liste von Flugzeugentführungen enthält eine Liste mit meist terroristischem Hintergrund. Im Artikel Rechtsterrorismus sind weitere terroristische Anschläge genannt.

## Erläuterung
In der Spalte Politische Ausrichtung ist die politische bzw. weltanschauliche Einordnung der Täter angegeben: faschistisch, rassistisch, nationalistisch, nationalsozialistisch, sozialistisch, kommunistisch, antiimperialistisch, islamistisch (schiitisch, sunnitisch, deobandisch, salafistisch, wahhabitisch), hinduistisch. Bei vorrangig auf staatliche Unabhängigkeit oder Autonomie zielender Ausrichtung ist autonomistisch vorangestellt, gefolgt von der Region oder der Volksgruppe und ggf. weiteren Merkmalen der Täter: armenisch, irisch (katholisch), kurdisch, tirolisch, tschetschenisch, dagestanisch, punjabisch (sikhistisch), palästinensisch.
Die Opferzahlen der Anschläge werden farbig dargestellt:

Die Zahl bei den Anschlägen getöteter/verletzter Täter ist in Klammern ( ) gesetzt.

## Januar
| Datum/Beginn    | Betroffenes Land             | Anschlag                    | Täter                                                   | Politische Ausrichtung                                                                                | Mittel                                                    | Ziel                                        | Tote     | Verletzte | Hintergrund                                       |
| --------------- | ---------------------------- | --------------------------- | ------------------------------------------------------- | --- | --------------------------------------------------------- | ------------------------------------------- | -------- | --------- | ------------------------------------------------- |
| 04. Januar 2018 | Afghanistan                  | Anschlag in Kabul           | IS                                                      | salafistisch, wahhabitisch                                                                            | Selbstmordattentäter                                      | Mobiler Polizeikontrollpunkt, Demonstration | 20 (+1)  | 27        | Krieg in Afghanistan                              |
| 07. Januar 2018 | Syrien                       | Anschlag in Idlib           |                                                         | | Autobombe                                                 | Zivilisten                                  | 34       | 70        | Bürgerkrieg in Syrien seit 2011                   |
| 07. Januar 2018 | Afghanistan                  | Anschlag in Urusgan         | Taliban                                                 | deobandisch-fundamentalistisch, paschtunisch, islamistisch                                            | Schusswaffen                                              | Militärlager                                | 9        | 20        | Krieg in Afghanistan                              |
| 08. Januar 2018 | Nigeria                      | Anschlag in Borno           | Boko Haram                                              | wahhabitisch, islamistisch                                                                            | Schusswaffen, Entführung                                  | Baumfäller                                  | 20       |           | Scharia-Konflikt in Nigeria                       |
| 09. Januar 2018 | Pakistan                     | Anschlag in Quetta          | TTP                                                     | deobandisch, islamisch-fundamentalistisch                                                             | Selbstmordattentäter                                      | Polizeifahrzeug, Zivilisten                 | 7 (+1)   | 23        | Konflikt in Nordwest-Pakistan                     |
| 09. Januar 2018 | Syrien                       | Anschlag in Damaskus        |                                                         | | Mörser                                                    | Kirche, Wohnviertel                         | 5        | 30        | Bürgerkrieg in Syrien seit 2011                   |
| 10. Januar 2018 | USA                          | Anschlag in Orange County   | Atomwaffen Division                                     | rechtsextremistisch, neonazistisch, neofaschistisch, antisemitisch, homophob, islamophob, rassistisch | Stichwaffe                                                | Jüdischer Student                           | 1        | 0         |                                                   |
| 11. Januar 2018 | Frankreich                   | Anschlag in Vendin-le-Vieil | Christian Ganczarski (al-Qaida)                         | salafistisch, wahhabitisch, panislamisch, antikommunistisch, antizionistisch, antisemitisch           | Stichwaffe                                                | Gefängniswärter                             | 0        | 4         |                                                   |
| 13. Januar 2018 | Irak                         | Anschlag in Bagdad          | IS                                                      | salafistisch, wahhabitisch                                                                            | Selbstmordattentäter mit Motorradbombe                    | Kontrollpunkt                               | 8 (+1)   | 24        | Aufstand im Irak 2011–2013                        |
| 15. Januar 2018 | Irak                         | Anschlag in Bagdad          | IS                                                      | salafistisch, wahhabitisch                                                                            | 2 Selbstmordattentäter                                    | Zivilisten                                  | 38 (+2)  | 105       | Aufstand im Irak 2011–2013                        |
| 15. Januar 2018 | Libyen                       | Anschlag nahe Tripolis      | Bashir al-Baqarah                                       | | Schusswaffen                                              | Militärflughafen                            | 20       | 69        | Bürgerkrieg in Libyen seit 2014                   |
| 16. Januar 2018 | Afghanistan                  | Anschlag in Faryab          | Taliban                                                 | deobandisch-fundamentalistisch, paschtunisch, islamistisch                                            | Mörser                                                    | Markt                                       | 5        | 45        | Krieg in Afghanistan                              |
| 17. Januar 2018 | Nigeria                      | Anschlag nahe Maiduguri     | Boko Haram                                              | wahhabitisch, islamistisch                                                                            | 4 Selbstmordattentäterinnen                               | Markt                                       | 8 (+2)   | 65        | Scharia-Konflikt in Nigeria                       |
| 19. Januar 2018 | Demokratische Republik Kongo | Anschlag in Nord-Kivu       | ADF                                                     | islamistisch                                                                                          | Schusswaffen                                              | Soldaten                                    | 22       | 20        | ADF-Konflikt                                      |
| 20. Januar 2018 | Afghanistan                  | Anschlag in Kabul           | Taliban, Haqqani-Netzwerk                               | deobandisch-fundamentalistisch, paschtunisch, islamistisch                                            | Selbstmordattentäter, Schusswaffen, Granaten, Geiselnahme | Luxushotel                                  | 40 (+6)  | 22        | Krieg in Afghanistan                              |
| 21. Januar 2018 | Türkei                       | Anschlag in Reyhanlı        | vermutlich PKK                                          | autonomistisch, kurdisch-sozialistisch                                                                | Raketen                                                   | Stadt                                       | 1        | 46        | Konflikt zwischen der Republik Türkei und der PKK |
| 22. Januar 2018 | Thailand                     | Anschlag in Yala            | vermutlich Runda Kumpulan Kecil                         | autonomistisch, islamistisch                                                                          | Motorradbombe                                             | Markt                                       | 3        | 34        | Konflikt in Südthailand seit 2004                 |
| 22. Januar 2018 | Syrien                       | Anschlag in Damaskus        |                                                         | | Mörser                                                    | Wohnviertel                                 | 12       | 35        | Bürgerkrieg in Syrien seit 2011                   |
| 23. Januar 2018 | Libyen                       | Anschlag in Bengasi         | vermutlich IS/Shura Council of Benghazi Revolutionaries | salafistisch, wahhabitisch                                                                            | 2 Autobomben                                              | Moschee                                     | 41       | 80        | Bürgerkrieg in Libyen seit 2014                   |
| 24. Januar 2018 | Afghanistan                  | Anschlag in Dschalalabad    | IS                                                      | salafistisch, wahhabitisch                                                                            | Selbstmordattentäter mit Autobombe, Schusswaffen          | Save-the-Children-Gebäude                   | 6 (+5)   | 26        | Krieg in Afghanistan                              |
| 25. Januar 2018 | Mali                         | Anschlag in Mopti           |                                                         | | Landmine                                                  | Fahrzeug                                    | 26       |           | Krieg in Mali seit 2012                           |
| 27. Januar 2018 | Afghanistan                  | Anschlag in Kabul           | Taliban, Haqqani-Netzwerk                               | deobandisch-fundamentalistisch, paschtunisch, islamistisch                                            | Selbstmordattentäter mit Autobombe                        | Krankenhaus, Kontrollpunkt, Zivilisten      | 103 (+1) | 235       | Krieg in Afghanistan                              |
| 27. Januar 2018 | Kolumbien                    | Anschlag in Barranquilla    | ELN                                                     | marxistisch-leninistisch                                                                              | Sprengsatz                                                | Polizeistation                              | 5        | 41        | Bewaffneter Konflikt in Kolumbien                 |
| 27. Januar 2018 | Ecuador                      | Anschlag in Esmeraldas      | FARC-Dissidenten, ELN                                   | marxistisch-leninistisch, links-nationalistisch                                                       | Autobombe                                                 | Polizeistation                              | 0        | 28        | Bewaffneter Konflikt in Kolumbien                 |
| 30. Januar 2018 | Jemen                        | Anschlag in Schabwa         | al-Qaida auf der Arabischen Halbinsel                   | salafistisch, antizionistisch, antisemitisch                                                          | Selbstmordattentäter mit Autobombe                        | Kontrollpunkt                               | 22 (+1)  |           | Militärintervention im Jemen seit 2015            |
| 31. Januar 2018 | Nigeria                      | Anschlag in Borno           | Boko Haram                                              | wahhabitisch, islamistisch                                                                            | 2 Selbstmordattentäter                                    | Flüchtlingslager                            | 5 (+2)   | 44        | Scharia-Konflikt in Nigeria                       |

## Februar
| Datum/Beginn     | Betroffenes Land       | Anschlag                         | Täter                                  | Politische Ausrichtung                                     | Mittel                                                                      | Ziel                                  | Tote    | Verletzte | Hintergrund                            |
| ---------------- | ---------------------- | -------------------------------- | -------------------------------------- | ---------------------------------------------------------- | --------------------------------------------------------------------------- | ------------------------------------- | ------- | --------- | -------------------------------------- |
| 03. Februar 2018 | Italien                | Anschlag in Macerata             | Luca T. (Rechtsextremist, Neofaschist) | rechtsextremistisch, rassistisch                           | Pkw, Schusswaffe (Drive-by-Shooting)                                        | Afrikanische Asylbewerber             | 0       | 6         |                                        |
| 06. Februar 2018 | Syrien                 | Anschlag in Damaskus             | vermutlich Dschaisch al-Islam          | salafistisch, syrisch-nationalistisch                      | Mörser                                                                      | Zivilisten                            | 6       | 30        | Bürgerkrieg in Syrien seit 2011        |
| 09. Februar 2018 | Libyen                 | Anschlag in Bengasi              |                                        |                                                            | Sprengstoff                                                                 | Moschee                               | 2       | 143       | Bürgerkrieg in Libyen seit 2014        |
| 09. Februar 2018 | Australien             | Anschlag in Victoria             | Momena Shoma (IS)                      | salafistisch, wahhabitisch                                 | Stichwaffe                                                                  | Zivilist                              | 0       | 1         |                                        |
| 10. Februar 2018 | Syrien                 | Anschlag in Idlib                |                                        |                                                            | Autobombe                                                                   | Zivilisten                            | 7       | 30        | Bürgerkrieg in Syrien seit 2011        |
| 10. Februar 2018 | Bolivien               | Anschlag in Oruro                |                                        |                                                            | 2 Sprengsätze                                                               | Karneval                              | 12      | 60        | Bürgerkrieg in Syrien seit 2011        |
| 13. Februar 2018 | Vereinigtes Königreich | Anschlag in Belfast              | Arm na Poblachta                       | irisch-republikanisch                                      | Schrotflinte                                                                | Zivilist                              | 1       | 0         | Nordirlandkonflikt                     |
| 16. Februar 2018 | Nigeria                | Anschlag in Borno                | Boko Haram                             | wahhabitisch, islamistisch                                 | 3 Selbstmordattentäter                                                      | Fischmarkt                            | 21 (+3) | 70        | Scharia-Konflikt in Nigeria            |
| 17. Februar 2018 | Deutschland            | Anschlag in Heilbronn            | Willi B.                               | rassistisch, xenophob                                      | Messer                                                                      | Asylbewerber                          | 0       | 3         |                                        |
| 18. Februar 2018 | Irak                   | Anschlag in Kirkuk               | IS                                     | salafistisch, wahhabitisch                                 | Schusswaffen                                                                | Milizionäre                           | 27      |           | Aufstand im Irak 2011–2013             |
| 18. Februar 2018 | Russland               | Anschlag in Kisljar              | Khalil Khalilov (IS)                   | salafistisch, wahhabitisch                                 | Schrotflinte, Messer                                                        | Kirche                                | 5 (+1)  | 5         | Russisch-Tschetschenischer Konflikt    |
| 21. Februar 2018 | Irak, Syrien           | Anschlag in al-Anbar/Deir ez-Zor | IS                                     | salafistisch, wahhabitisch                                 |                                                                             | Lkw-Fahrer/Schmuggler                 | 20      | 0         | Aufstand im Irak 2011–2013             |
| 21. Februar 2018 | Myanmar                | Anschlag in Lashio               | vermutlich Northern Alliance           | autonomistisch, nationalistisch, föderalistisch            | Sprengsatz                                                                  | Bank                                  | 2       | 22        | Bewaffnete Konflikte in Myanmar        |
| 21. Februar 2018 | Mexiko                 | Anschlag in Playa del Carmen     | Pumba and Tata Cartel                  |                                                            | Sprengsatz                                                                  | Fähre                                 | 0       | 24        | Drogenkrieg in Mexiko                  |
| 23. Februar 2018 | Somalia                | Anschlag in Mogadischu           | al-Shabaab                             | wahhabitisch, islamistisch                                 | 2 Selbstmordattentäter mit Autobomben, Schusswaffen                         | Hotel, Kontrollpunkt                  | 45 (+5) | 36        | Somalischer Bürgerkrieg                |
| 23. Februar 2018 | Afghanistan            | Anschlag in Farah                | Taliban                                | deobandisch-fundamentalistisch, paschtunisch, islamistisch | Schusswaffen                                                                | Kontrollpunkt                         | 25 (+2) | 0         | Krieg in Afghanistan                   |
| 24. Februar 2018 | Jemen                  | Anschlag in Aden                 | IS                                     | salafistisch, wahhabitisch                                 | 2 Selbstmordattentäter mit Autobomben, 2 Selbstmordattentäter, Schusswaffen | Polizeihauptquartier                  | 14 (+4) | 54        | Militärintervention im Jemen seit 2015 |
| 26. Februar 2018 | Griechenland           | Anschlag in Kesariani            | Armed Revolutionary Struggles          |                                                            | Handgranate                                                                 | Polizeistation                        | 0       | 1         |                                        |
| 27. Februar 2018 | Afghanistan            | Anschlag in Kandahar             | Taliban                                | deobandisch-fundamentalistisch, paschtunisch, islamistisch | Schusswaffen, Entführung                                                    | Kontrollpunkt, Buspassagiere          | 6       | 35        | Krieg in Afghanistan                   |
| 27. Februar 2018 | Nigeria                | Anschlag in Adamawa              | Fulani-Extremisten                     |                                                            | (Sturm)gewehre, Macheten, Brandstiftung                                     | Zivilisten, Pastor, Regierungsbeamter | 20      | 23        | Kommunale Konflikte in Nigeria         |

## März
| Datum/Beginn  | Betroffenes Land             | Anschlag                            | Täter                                 | Politische Ausrichtung                                     | Mittel                                                     | Ziel                                         | Tote    | Verletzte | Hintergrund                            |
| ------------- | ---------------------------- | ----------------------------------- | ------------------------------------- | ---------------------------------------------------------- | ---------------------------------------------------------- | -------------------------------------------- | ------- | --------- | -------------------------------------- |
| 02. März 2018 | Afghanistan                  | Anschlag in Kabul                   |                                       |                                                            | Selbstmordattentäter                                       | Australischer Botschaftskonvoi               | 1 (+1)  | 22        | Krieg in Afghanistan                   |
| 02. März 2018 | Burkina Faso                 | Anschlag in Ouagadougou             | al-Qaida im Maghreb                   | salafistisch, wahhabitisch                                 | Selbstmordattentäter mit Autobombe, Sturmgewehre, Granaten | Französische Botschaft, Militärhauptquartier | 8 (+8)  | 85        | Aufstand im Maghreb seit 2002          |
| 02. März 2018 | Nigeria                      | Anschlag in Yobe                    | Boko Haram                            | wahhabitisch, islamistisch                                 | Selbstmordattentäterin                                     | Moschee                                      | 7 (+1)  | 28        | Scharia-Konflikt in Nigeria            |
| 05. März 2018 | Demokratische Republik Kongo | Anschlag in Nord-Kivu               | ADF                                   | islamistisch                                               | Schusswaffen, Brandstiftung, Entführung                    |                                              | 20      |           | ADF-Konflikt                           |
| 05. März 2018 | Nigeria                      | Anschlag in Benue                   | Fulani-Extremisten                    |                                                            |                                                            | Dorf                                         | 24      |           | Kommunale Konflikte in Nigeria         |
| 07. März 2018 | Syrien                       | Anschlag in Dscharābulus            |                                       |                                                            | Autobombe                                                  | Polizeistation                               | 9       | 60        | Bürgerkrieg in Syrien seit 2011        |
| 07. März 2018 | Nigeria                      | Anschlag in Plateau                 | Fulani-Extremisten                    |                                                            | Schusswaffen, Brandstiftung                                | Dörfer                                       | 20      | 0         | Kommunale Konflikte in Nigeria         |
| 09. März 2018 | Afghanistan                  | Anschlag in Kabul                   | IS                                    | salafistisch, wahhabitisch                                 | Selbstmordattentäter                                       | Schiitische Moschee                          | 10 (+1) | 22        | Krieg in Afghanistan                   |
| 09. März 2018 | Afghanistan                  | Anschlag in Farah                   | Taliban                               | deobandisch-fundamentalistisch, paschtunisch, islamistisch | Schusswaffen                                               | Sicherheitskräfte                            | 24      |           | Krieg in Afghanistan                   |
| 11. März 2018 | Österreich                   | Anschlag in Wien                    | Mohamed El M. (Islamist)              | islamistisch                                               | Messer                                                     | Soldat vor iranischer Botschaft              | 0 (+1)  | 1         |                                        |
| 12. März 2018 | Nigeria                      | Anschlag in Plateau                 | Fulani-Extremisten                    |                                                            | Schusswaffen, Brandstiftung                                | Dörfer                                       | 25      | 2         | Kommunale Konflikte in Nigeria         |
| 12. März 2018 | Demokratische Republik Kongo | Anschlag in Ituri                   |                                       |                                                            | Sturmgewehre, Macheten, Pfeil und Bogen                    | Zivilisten                                   | 22      |           | Ituri-Konflikt                         |
| 13. März 2018 | Jemen                        | Anschlag in Aden                    | IS                                    | salafistisch, wahhabitisch                                 | Selbstmordattentäter mit Autobombe                         | Versorgungsposten                            | 6 (+1)  | 30        | Militärintervention im Jemen seit 2015 |
| 14. März 2018 | Pakistan                     | Anschlag in Lahore                  | TTP                                   | paschtunisch, deobandisch-sunnitisch                       | Selbstmordattentäter                                       | Polizeikontrollpunkt, Zivilisten             | 12 (+1) | 28        | Konflikt in Nordwest-Pakistan          |
| 14. März 2018 | Nigeria                      | Anschlag in Kogi                    | Fulani-Extremisten                    |                                                            | Sturmgewehre, Messer, Brandstiftung                        | Dörfer                                       | 50      |           | Kommunale Konflikte in Nigeria         |
| 18. März 2018 | Syrien                       | Anschlag in Afrin                   |                                       |                                                            | Sprengstoff                                                | Gebäude                                      | 13      | 25        | Bürgerkrieg in Syrien seit 2011        |
| 19. März 2018 | Syrien                       | Anschlag in Damaskus                | IS                                    | salafistisch, wahhabitisch                                 |                                                            | Soldaten, Milizionäre                        | 36      | 24        | Bürgerkrieg in Syrien seit 2011        |
| 20. März 2018 | Syrien                       | Anschlag in Damaskus                |                                       |                                                            | Raketen                                                    | Markt                                        | 44      | 35        | Bürgerkrieg in Syrien seit 2011        |
| 21. März 2018 | Afghanistan                  | Anschlag in Kabul                   | IS                                    | salafistisch, wahhabitisch                                 | Selbstmordattentäter                                       | Schrein, Neujahrsfeier                       | 33 (+1) | 65        | Krieg in Afghanistan                   |
| 22. März 2018 | Somalia                      | Anschlag in Mogadischu              | al-Shabaab                            | wahhabitisch, islamistisch                                 | Selbstmordattentäter mit Motorradbombe                     | Hotel, Soldaten                              | 17 (+1) | 20        | Somalischer Bürgerkrieg                |
| 23. März 2018 | Frankreich                   | Anschlag von Carcassonne und Trèbes | Redouane Lakdim (IS)                  | salafistisch, wahhabitisch                                 | Schusswaffe, Messer, Handgranaten, Geiselnahme             | Supermarkt                                   | 4 (+1)  | 15        |                                        |
| 23. März 2018 | Afghanistan                  | Anschlag in Laschkar Gah            | Taliban                               | deobandisch-fundamentalistisch, paschtunisch, islamistisch | Selbstmordattentäter mit Autobombe                         | Stadion                                      | 15 (+1) | 51        | Krieg in Afghanistan                   |
| 24. März 2018 | Pakistan                     | Anschlag in Khyber Pakhtunkhwa      |                                       |                                                            | Handgranate                                                | Frühlingsfest                                | 0       | 24        | Konflikt in Nordwest-Pakistan          |
| 24. März 2018 | Syrien                       | Anschlag in Idlib                   | IS                                    | salafistisch, wahhabitisch                                 | Autobombe                                                  | Gebäude, Zivilisten                          | 7       | 25        | Bürgerkrieg in Syrien seit 2011        |
| 26. März 2018 | Deutschland                  | Anschlag in Berlin                  | Vulkangruppe NetzHerrschaft zerreißen | linksextremistisch                                         | Brandstiftung                                              | Versorgungsleitungen unter Brücke            | 0       | 0         |                                        |

## April
| Datum/Beginn   | Betroffenes Land             | Anschlag                       | Täter                         | Politische Ausrichtung                                          | Mittel                                                                   | Ziel                                                     | Tote     | Verletzte | Hintergrund                                      |
| -------------- | ---------------------------- | ------------------------------ | ----------------------------- | --------------------------------------------------------------- | ------------------------------------------------------------------------ | -------------------------------------------------------- | -------- | --------- | ------------------------------------------------ |
| 01. April 2018 | Nigeria                      | Anschlag in Borno              | Boko Haram                    | wahhabitisch, islamistisch                                      | Selbstmordattentäter, Mörser, Schusswaffen                               | Militärstützpunkt, Dörfer                                | 15 (+13) | 83        | Scharia-Konflikt in Nigeria                      |
| 01. April 2018 | Somalia                      | Anschlag in Shabeellaha Hoose  | al-Shabaab                    | wahhabitisch, islamistisch                                      | Selbstmordattentäter mit Autobomben, Mörser, Schusswaffen, Brandstiftung | Militärstützpunkt                                        | 59 (+14) |           | Somalischer Bürgerkrieg                          |
| 03. April 2018 | Zentralafrikanische Republik | Anschlag in Ouaka              | Anti-Balaka                   | christlich                                                      | Schusswaffen                                                             | Militärstützpunkt, Zivilisten                            | 22 (+22) | 25        | Bürgerkrieg in der Zentralafrikanischen Republik |
| 06. April 2018 | Jemen                        | Anschlag in Haddscha           | Huthi                         | zaiditisch, antiimperialistisch, antizionistisch, antisemitisch | Schusswaffen, Sprengstoff                                                | Soldaten                                                 | 24       | 100       | Militärintervention im Jemen seit 2015           |
| 06. April 2018 | Syrien                       | Anschlag in Damaskus           | Dschaisch al-Islam            | salafistisch, islamistisch                                      | Autobombe, Mörsergranaten                                                | Moschee, Zivilisten                                      | 6        | 36        | Bürgerkrieg in Syrien seit 2011                  |
| 07. April 2018 | Syrien                       | Anschlag in Damaskus           | Dschaisch al-Islam            | salafistisch, islamistisch                                      | Mörser                                                                   | Zivilisten                                               | 8        | 37        | Bürgerkrieg in Syrien seit 2011                  |
| 07. April 2018 | Syrien                       | Anschlag in al-Bab             |                               |                                                                 | Autobombe                                                                | Zivilisten nahe Moschee                                  | 10       | 20        | Bürgerkrieg in Syrien seit 2011                  |
| 08. April 2018 | Afghanistan                  | Anschlag in Faryab             | Taliban                       | deobandisch-fundamentalistisch, paschtunisch, islamistisch      |                                                                          | Milizionäre                                              | 18       | 40        | Krieg in Afghanistan                             |
| 09. April 2018 | Afghanistan                  | Anschlag in Herat              | vermutlich Taliban            | deobandisch-fundamentalistisch, paschtunisch, islamistisch      | Sprengsatz                                                               | Zivilisten                                               | 8        | 21        | Krieg in Afghanistan                             |
| 09. April 2018 | Syrien                       | Anschlag in Idlib              |                               |                                                                 | Sprengsatz                                                               | Zivilisten                                               | 19       | 135       | Bürgerkrieg in Syrien seit 2011                  |
| 10. April 2018 | Zentralafrikanische Republik | Anschlag in Bangui             | Muslimische Extremisten       |                                                                 | Schusswaffen                                                             | Militärpatrouille, Zivilisten                            | 27       | 100+      | Bürgerkrieg in der Zentralafrikanischen Republik |
| 11. April 2018 | Nigeria                      | Anschlag in Zamfara            | vermutlich Fulani-Extremisten |                                                                 | Schusswaffen                                                             | Dorf, Mine                                               | 26       | 0         | Kommunale Konflikte in Nigeria                   |
| 11. April 2018 | Nigeria                      | Anschlag in Taraba             | Fulani-Extremisten            |                                                                 | Brandstiftung                                                            | Dorf                                                     | 25       | 0         | Kommunale Konflikte in Nigeria                   |
| 12. April 2018 | Irak                         | Anschlag in Salah ad-Din       | IS                            | salafistisch, wahhabitisch                                      | 2 Sprengsätze                                                            | Beerdigung                                               | 25       | 15        | Aufstand im Irak 2011–2013                       |
| 16. April 2018 | Irak                         | Anschlag in Ramadi             |                               |                                                                 | Granate                                                                  | Wohngebäude                                              | 0        | 20        | Aufstand im Irak 2011–2013                       |
| 16. April 2018 | Nigeria                      | Anschlag in Nassarawa          | Fulani-Extremisten            |                                                                 | Schusswaffen                                                             |                                                          | 32       | 19        | Kommunale Konflikte in Nigeria                   |
| 18. April 2018 | Syrien                       | Anschlag in Deir ez-Zor        | IS                            | salafistisch, wahhabitisch                                      | Schusswaffen                                                             | Soldaten                                                 | 25 (+13) |           | Bürgerkrieg in Syrien seit 2011                  |
| 21. April 2018 | Burundi                      | Anschlag in Kayanza            |                               |                                                                 | Granate                                                                  | Geschäftszentrum                                         | 2        | 35        |                                                  |
| 22. April 2018 | Nigeria                      | Anschlag in Borno              | Boko Haram                    | wahhabitisch, islamistisch                                      | Schusswaffen, Sprengsatz                                                 | Waldarbeiter, Militärkonvoi                              | 21       | 11        | Scharia-Konflikt in Nigeria                      |
| 22. April 2018 | Afghanistan                  | Anschlag in Kabul              | IS                            | salafistisch, wahhabitisch                                      | Selbstmordattentäter                                                     | Wählerregistrierungszentrum, Polizisten                  | 69 (+1)  | 120       | Krieg in Afghanistan                             |
| 24. April 2018 | Pakistan                     | Anschlag in Quetta             | Hizbul Ahrar, IS              | salafistisch, wahhabitisch                                      | 3 Selbstmordattentäter                                                   | Sicherheitskräfte                                        | 8 (+3)   | 23        | Konflikt in Nordwest-Pakistan                    |
| 24. April 2018 | Nigeria                      | Anschlag in Benue              | Fulani-Extremisten            |                                                                 | Schusswaffen, Brandstiftung                                              | Dörfer                                                   | 45       |           | Kommunale Konflikte in Nigeria                   |
| 26. April 2018 | Mali                         | Anschlag in Ménaka             | IS                            | salafistisch, wahhabitisch                                      | Schusswaffen                                                             | Tuareg-Zivilisten                                        | 47       | 2         | Krieg in Mali seit 2012                          |
| 27. April 2018 | Pakistan                     | Anschlag in Khyber Pakhtunkhwa |                               |                                                                 | Granaten                                                                 | Hochzeitszeremonie                                       | 5        | 32        | Konflikt in Nordwest-Pakistan                    |
| 29. April 2018 | Syrien                       | Anschläge in Hama und Aleppo   | DKS                           | regionalistisch                                                 | Raketen                                                                  | Militärstützpunkt                                        | 26       | 57        | Bürgerkrieg in Syrien seit 2011                  |
| 30. April 2018 | Afghanistan                  | Anschlag in Kabul              | IS                            | salafistisch, wahhabitisch                                      | 2 Selbstmordattentäter                                                   | NDS-Gebäude, Ersthelfer, Sicherheitskräfte, Journalisten | 29 (+2)  | 50        | Krieg in Afghanistan                             |

## Mai
| Datum/Beginn | Betroffenes Land             | Anschlag                           | Täter                                             | Politische Ausrichtung                                                                 | Mittel                                                                  | Ziel                                                   | Tote      | Verletzte | Hintergrund                                      |
| ------------ | ---------------------------- | ---------------------------------- | ------------------------------------------------- | -------------------------------------------------------------------------------------- | ----------------------------------------------------------------------- | ------------------------------------------------------ | --------- | --------- | ------------------------------------------------ |
| 01. Mai 2018 | Irak                         | Anschlag in Al Tarmia              | IS                                                | salafistisch, wahhabitisch                                                             | Schusswaffen                                                            | Extremismusgegner                                      | 21        | 14        | Aufstand im Irak 2011–2013                       |
| 01. Mai 2018 | Nigeria                      | Anschlag in Mubi                   | Boko Haram                                        | wahhabitisch, islamistisch                                                             | 2 Selbstmordattentäter                                                  | Moschee, Markt                                         | 86 (+2)   | 58        | Scharia-Konflikt in Nigeria                      |
| 01. Mai 2018 | Zentralafrikanische Republik | Anschlag in Bangui                 | Séléka                                            | muslimisch                                                                             | Granaten, Schusswaffen                                                  | Kirche, Moschee, Gesundheitszentrum                    | 26        | 170       | Bürgerkrieg in der Zentralafrikanischen Republik |
| 01. Mai 2018 | Russland                     | Anschlag in Neftekumsk             | IS                                                | salafistisch, wahhabitisch                                                             | Messer                                                                  | Polizisten                                             | 0 (+1)    | 3         | Russisch-Tschetschenischer Konflikt              |
| 02. Mai 2018 | Libyen                       | Anschlag in Tripolis               | IS                                                | salafistisch, wahhabitisch                                                             | Selbstmordattentäter, Schusswaffe(n), Brandstiftung                     | Hauptquartier der Wahlkommission                       | 16 (+2)   | 20        | Bürgerkrieg in Libyen seit 2014                  |
| 02. Mai 2018 | Afghanistan                  | Anschlag in Dschuzdschan           | Taliban                                           | deobandisch-fundamentalistisch, paschtunisch, islamistisch                             | Entführung                                                              | Mitarbeiter der Wahlkommission                         | 0         | 70        | Krieg in Afghanistan                             |
| 03. Mai 2018 | Afghanistan                  | Anschlag in Tachar                 |                                                   |                                                                                        | Giftgas                                                                 | Mädchenschule                                          | 0         | 45        | Krieg in Afghanistan                             |
| 04. Mai 2018 | Russland                     | Anschlag in Nischni Nowgorod       | IS                                                | salafistisch, wahhabitisch                                                             | Schusswaffe                                                             | Polizisten                                             | 0 (+1)    | 3         | Russisch-Tschetschenischer Konflikt              |
| 05. Mai 2018 | Kamerun                      | Anschlag in Extrême-Nord           | Boko Haram                                        | wahhabitisch, islamistisch                                                             | 2 Selbstmordattentäter, Schusswaffen, Brandstiftung                     | Moschee                                                | 12 (+7)   | 20        | Scharia-Konflikt in Nigeria                      |
| 05. Mai 2018 | Nigeria                      | Anschlag in Kaduna                 | Fulani-Extremisten                                |                                                                                        |                                                                         | Dorf                                                   | 58        |           | Kommunale Konflikte in Nigeria                   |
| 06. Mai 2018 | Afghanistan                  | Anschlag in Chost                  | vermutlich IS/Taliban                             | salafistisch, wahhabitisch/deobandisch-fundamentalistisch, paschtunisch, islamistisch  | Sprengsatz                                                              | Wählerregistrierungszentrum (Moschee)                  | 21        | 33        | Krieg in Afghanistan                             |
| 08. Mai 2018 | Venezuela                    | Anschlag in Bolívar                | ELN                                               | marxistisch-leninistisch                                                               | Schusswaffen                                                            | Minenarbeiter                                          | 20        | 8         | Bewaffneter Konflikt in Kolumbien                |
| 09. Mai 2018 | Afghanistan                  | Anschlag in Kabul                  | Taliban, IS                                       | deobandisch-fundamentalistisch, paschtunisch, islamistisch, salafistisch, wahhabitisch | mehrere Selbstmordattentäter, Sturmgewehre                              | Polizeistationen                                       | 16 (+9)   | 28        | Krieg in Afghanistan                             |
| 09. Mai 2018 | Syrien                       | Anschlag in Damaskus               | IS                                                | salafistisch, wahhabitisch                                                             | Raketen                                                                 | Stadtzentrum                                           | 4         | 24        | Bürgerkrieg in Syrien seit 2011                  |
| 09. Mai 2018 | Russland                     | Anschlag in Dagestan               | IS                                                | salafistisch, wahhabitisch                                                             | Sprengsatz                                                              | Schrein                                                | 0         | 0         | Russisch-Tschetschenischer Konflikt              |
| 10. Mai 2018 | Afghanistan                  | Anschlag in Farah                  | Taliban                                           | salafistisch, wahhabitisch                                                             | Schusswaffen, Entführung                                                | Kontrollpunkte, Polizeistation                         | 43        | 10        | Krieg in Afghanistan                             |
| 11. Mai 2018 | Burundi                      | Anschlag in Cibitoke               | RED-Tabara                                        |                                                                                        | Schusswaffen, Macheten, Brandstiftung                                   |                                                        | 26        | 7         | Unruhen in Burundi seit 2015                     |
| 11. Mai 2018 | Afghanistan                  | Anschlag in Zabul                  | Taliban                                           | deobandisch-fundamentalistisch, paschtunisch, islamistisch                             | Schusswaffen                                                            | Kontrollpunkte                                         | 22        | 7         | Krieg in Afghanistan                             |
| 11. Mai 2018 | Afghanistan                  | Anschlag in Ghor                   | Taliban                                           | deobandisch-fundamentalistisch, paschtunisch, islamistisch                             | Schusswaffen                                                            | Dorf, Soldaten, Milizionäre                            | 21 (+25)  | 11        | Krieg in Afghanistan                             |
| 12. Mai 2018 | Frankreich                   | Anschlag in Paris                  | Khamzat Azimov (IS)                               | salafistisch, wahhabitisch                                                             | Messer                                                                  | Zivilisten                                             | 1 (+1)    | 4         |                                                  |
| 12. Mai 2018 | Myanmar                      | Anschlag im Shan-Staat             | Ta’ang National Liberation Army                   | de’ang-nationalistisch, föderalistisch                                                 | Schusswaffen, Artillerie                                                | Militärstützpunkt, Kasino                              | 19        | 32        | Bewaffnete Konflikte in Myanmar                  |
| 12. Mai 2018 | Syrien                       | Anschlag in Idlib                  |                                                   |                                                                                        | Autobombe                                                               | HTS-Tribunal, Zivilisten                               | 28        | 25        | Bürgerkrieg in Syrien seit 2011                  |
| 13. Mai 2018 | Afghanistan                  | Anschlag in Dschalalabad           | Islamischer Staat (Terrororganisation)            | salafistisch, wahhabitisch                                                             | 2 Selbstmordattentäter, einer mit Autobombe, Panzerfäuste, Sturmgewehre | Regierungsgebäude                                      | 9 (+8)    | 42        | Krieg in Afghanistan                             |
| 13. Mai 2018 | Indonesien                   | Anschläge in Surabaya und Sidoarjo | IS                                                | salafistisch, wahhabitisch                                                             | Selbstmordattentäter, Selbstmordattentäter mit Autobomben, Sprengsätze  | 3 Kirchen, Apartment-Komplex, Polizeigebäude           | 15 (+13)  | 57        |                                                  |
| 15. Mai 2018 | Afghanistan                  | Anschlag in Ghazni                 | Taliban                                           | deobandisch-fundamentalistisch, paschtunisch, islamistisch                             | Schusswaffen                                                            | Sicherheitskräfte                                      | 22        | 5         | Krieg in Afghanistan                             |
| 15. Mai 2018 | Afghanistan                  | Anschlag in Farah                  | Taliban                                           | deobandisch-fundamentalistisch, paschtunisch, islamistisch                             | Selbstmordattentäter, Schusswaffen                                      | Sicherheitskräfte                                      | 30 (+300) | 16 (+100) | Krieg in Afghanistan                             |
| 16. Mai 2018 | Irak                         | Anschlag in Al Tarmia              | IS                                                | salafistisch, wahhabitisch                                                             | Selbstmordattentäter                                                    | Beerdigung                                             | 8 (+1)    | 31        | Aufstand im Irak 2011–2013                       |
| 17. Mai 2018 | Venezuela                    | Anschlag in Bolívar                | ELN                                               | marxistisch-leninistisch                                                               | Schusswaffen                                                            | Minen                                                  | 6         | 20        | Bewaffneter Konflikt in Kolumbien                |
| 18. Mai 2018 | Afghanistan                  | Anschlag in Dschalalabad           | vermutlich Islamischer Staat (Terrororganisation) | salafistisch, wahhabitisch                                                             | Sprengsätze, Autobombe                                                  | Sportstadion                                           | 10        | 57        | Krieg in Afghanistan                             |
| 19. Mai 2018 | Russland                     | Anschlag in Grosny                 | IS                                                | salafistisch, wahhabitisch                                                             | Schusswaffen                                                            | Kirche                                                 | 3 (+4)    | 2         | Russisch-Tschetschenischer Konflikt              |
| 21. Mai 2018 | Afghanistan                  | Anschlagsserie                     | Taliban                                           | deobandisch-fundamentalistisch, paschtunisch, islamistisch                             | Schusswaffen                                                            | Sicherheitskräfte                                      | 20        | 12        | Krieg in Afghanistan                             |
| 22. Mai 2018 | Jemen                        | Anschlag in Ma'rib                 | Huthi                                             | zaiditisch, antiimperialistisch, antizionistisch, antisemitisch                        | Raketen                                                                 | Markt                                                  | 5         | 22        | Militärintervention im Jemen seit 2015           |
| 22. Mai 2018 | Afghanistan                  | Anschlag in Kandahar               | vermutlich Taliban                                | deobandisch-fundamentalistisch, paschtunisch, islamistisch                             | Autobombe                                                               |                                                        | 21        | 41        | Krieg in Afghanistan                             |
| 22. Mai 2018 | Syrien                       | Anschlag in Homs                   | IS                                                | salafistisch, wahhabitisch                                                             | Selbstmordattentäter mit Autobombe, Schusswaffen                        | Militärischer Außenposten                              | 26 (+5)   |           | Bürgerkrieg in Syrien seit 2011                  |
| 23. Mai 2018 | Syrien                       | Anschlag in Deir ez-Zor            | IS                                                | salafistisch, wahhabitisch                                                             | Schusswaffen                                                            | Militärstützpunkt                                      | 35 (+43)  | 3         | Bürgerkrieg in Syrien seit 2011                  |
| 25. Mai 2018 | Libyen                       | Anschlag in Bengasi                | IS                                                | salafistisch, wahhabitisch                                                             | Autobombe                                                               | Hotel                                                  | 7         | 20        | Bürgerkrieg in Libyen seit 2014                  |
| 26. Mai 2018 | Mali                         | Anschlag in Gao                    | vermutlich IS                                     | salafistisch, wahhabitisch                                                             | Schusswaffen                                                            | Kontrollpunkt                                          | 20        | 2         | Krieg in Mali seit 2012                          |
| 26. Mai 2018 | Syrien                       | Anschlag in Idlib                  | IS                                                | salafistisch, wahhabitisch                                                             | Autobombe                                                               |                                                        | 5         | 50        | Bürgerkrieg in Syrien seit 2011                  |
| 27. Mai 2018 | Italien                      | Anschlag in Roveré della Luna      | Anarchisten                                       | anarchistisch                                                                          | Brandstiftung                                                           |                                                        | 0         | 0         |                                                  |
| 28. Mai 2018 | Belgien                      | Anschlag von Lüttich               | IS                                                | salafistisch, wahhabitisch                                                             | Messer, Schusswaffen, Geiselnahme                                       | Polizisten, Student in Auto, Reinigungskraft in Schule | 4 (+1)    | 4         |                                                  |
| 31. Mai 2018 | Syrien                       | Anschlag in Dscharābulus           |                                                   |                                                                                        | Motorradbombe                                                           | Zivilisten                                             | 4         | 20+       | Bürgerkrieg in Syrien seit 2011                  |

## Juni
| Datum/Beginn  | Betroffenes Land | Anschlag                         | Täter                         | Politische Ausrichtung                                          | Mittel                                           | Ziel                                    | Tote     | Verletzte | Hintergrund                            |
| ------------- | ---------------- | -------------------------------- | ----------------------------- | --------------------------------------------------------------- | ------------------------------------------------ | --------------------------------------- | -------- | --------- | -------------------------------------- |
| 01. Juni 2018 | Jemen            | Anschlag in al-Hudaida           | Huthi                         | zaiditisch, antiimperialistisch, antizionistisch, antisemitisch |                                                  | Soldaten                                | 28 (+10) | 30        | Militärintervention im Jemen seit 2015 |
| 01. Juni 2018 | Somalia          | Anschlag in Hiiraan              | al-Shabaab                    | wahhabitisch, islamistisch                                      | Schusswaffen, Mörser                             | Soldaten                                | 72       |           | Somalischer Bürgerkrieg                |
| 03. Juni 2018 | Pakistan         | Anschlag in Wana                 | Tehrik-i-Taliban Pakistan     | deobandisch, islamisch-fundamentalistisch                       | Schusswaffen                                     | Aktivisten                              | 10       | 30        | Konflikt in Nordwest-Pakistan          |
| 03. Juni 2018 | Nigeria          | Anschläge in Plateau und Zamfara | vermutlich Fulani-Extremisten |                                                                 | Schusswaffen                                     | Dorf, Zivilisten                        | 33       |           | Kommunale Konflikte in Nigeria         |
| 03. Juni 2018 | Syrien           | Anschlag in Deir ez-Zor          | IS                            | salafistisch, wahhabitisch                                      |                                                  | Dörfer                                  | 45 (+26) |           | Bürgerkrieg in Syrien seit 2011        |
| 04. Juni 2018 | Indien           | Anschlag in Jammu und Kashmir    | Jaish-e Mohammed              | islamisch-fundamentalistisch                                    | Granaten                                         | Sicherheitskräfte, Zivilisten           | 0        | 23        | Aufstand in Kaschmir                   |
| 04. Juni 2018 | Niger            | Anschlag in Diffa                | Boko Haram                    | wahhabitisch, islamistisch                                      | 3 Selbstmordattentäter                           | Moschee, Koranschule, Geschäftszentrum  | 9 (+3)   | 38        | Scharia-Konflikt in Nigeria            |
| 04. Juni 2018 | Afghanistan      | Anschlag in Kabul                | IS                            | salafistisch, wahhabitisch                                      | Selbstmordattentäter, Sticky Bomb                | Klerikerversammlung, Polizeifahrzeug    | 14 (+1)  | 22        | Krieg in Afghanistan                   |
| 06. Juni 2018 | Irak             | Anschlag in Bagdad               | vermutlich IS                 | salafistisch, wahhabitisch                                      | 2 Sprengsätze                                    | Munitionslager                          | 20       | 110       | Aufstand im Irak 2011–2013             |
| 07. Juni 2018 | Syrien           | Anschlag in as-Suwaida           | IS                            | salafistisch, wahhabitisch                                      | Schusswaffen                                     | Regierungsfreundliche Kämpfer           | 22       | 0         | Bürgerkrieg in Syrien seit 2011        |
| 08. Juni 2018 | Syrien           | Anschlag in Abu Kamal            | IS                            | salafistisch, wahhabitisch                                      | 10 Selbstmordattentäter                          | Regierungsfreundliche Kämpfer           | 30 (+21) |           | Bürgerkrieg in Syrien seit 2011        |
| 08. Juni 2018 | Afghanistan      | Anschlag in Kandahar             | Taliban                       | deobandisch-fundamentalistisch, paschtunisch, islamistisch      | Schusswaffen                                     | Militärstützpunkt                       | 23 (+60) | 10        | Krieg in Afghanistan                   |
| 09. Juni 2018 | Irak             | Anschlag in al-Chalis            | IS                            | salafistisch, wahhabitisch                                      | Sprengsatz                                       | Markt                                   | 2        | 20        | Aufstand im Irak 2011–2013             |
| 10. Juni 2018 | Burundi          | Anschlag in Gitega               |                               |                                                                 | Granate                                          | Bar                                     | 1        | 21        | Aufstand im Irak 2011–2013             |
| 11. Juni 2018 | Afghanistan      | Anschlag in Kabul                | IS                            | salafistisch, wahhabitisch                                      | Selbstmordattentäter                             | Ministerium                             | 17 (+1)  | 40        | Krieg in Afghanistan                   |
| 12. Juni 2018 | Afghanistan      | Anschlag in Sar-i Pul            | Taliban                       | deobandisch-fundamentalistisch, paschtunisch, islamistisch      | Schusswaffen, Geiselnahme                        | Sicherheitskräfte                       | 14       | 25        | Krieg in Afghanistan                   |
| 12. Juni 2018 | Afghanistan      | Anschlag in Ghazni               | Taliban                       | deobandisch-fundamentalistisch, paschtunisch, islamistisch      | Selbstmordattentäter mit Autobombe, Schusswaffen | Polizeihauptquartier, Zivilisten        | 5 (+26)  | 26        | Krieg in Afghanistan                   |
| 13. Juni 2018 | Afghanistan      | Anschlag in Badachschan          | Taliban                       | deobandisch-fundamentalistisch, paschtunisch, islamistisch      | Schusswaffen, Geiselnahme                        | Militärposten                           | 20 (+8)  | 9         | Krieg in Afghanistan                   |
| 16. Juni 2018 | Afghanistan      | Anschlag in Nangarhar            | IS                            | salafistisch, wahhabitisch                                      | Selbstmordattentäter                             | Sicherheitskräfte, Zivilisten           | 36 (+1)  | 65        | Krieg in Afghanistan                   |
| 16. Juni 2018 | Nigeria          | Anschlag in Damboa               | Boko Haram                    | wahhabitisch, islamistisch                                      | 6 Selbstmordattentäterinnen, RPGs                | Dorf                                    | 43 (+6)  | 84        | Scharia-Konflikt in Nigeria            |
| 17. Juni 2018 | Afghanistan      | Anschlag in Dschalalabad         | IS                            | salafistisch, wahhabitisch                                      | Selbstmordattentäter                             | Regierungsgebäude                       | 25 (+1)  | 50        | Krieg in Afghanistan                   |
| 19. Juni 2018 | Afghanistan      | Anschlag in Badghis              | Taliban                       | deobandisch-fundamentalistisch, paschtunisch, islamistisch      | Brandstiftung                                    | Kontrollpunkte                          | 20 (+9)  | 10 (+8)   | Krieg in Afghanistan                   |
| 20. Juni 2018 | Afghanistan      | Anschlag in Badghis              | Taliban                       | deobandisch-fundamentalistisch, paschtunisch, islamistisch      | Schusswaffen                                     | Kontrollpunkte                          | 30 (+16) | 0 (+15)   | Krieg in Afghanistan                   |
| 21. Juni 2018 | Syrien           | Anschlag in Idlib                | vermutlich IS                 | salafistisch, wahhabitisch                                      | Autobombe, Sprengsatz                            | Hotel, Zivilisten, Milizionäre          | 8        | 40        | Bürgerkrieg in Syrien seit 2011        |
| 22. Juni 2018 | Nigeria          | Anschlag in Adamawa              | Fulani-Extremisten            |                                                                 | Brandstiftung                                    | Dorf                                    | 21       |           | Kommunale Konflikte in Nigeria         |
| 23. Juni 2018 | Äthiopien        | Anschlag in Addis Abeba          | Oromo-Befreiungsfront         | autonomistisch                                                  | Granate                                          | Kundgebung                              | 2        | 156       | Äthiopische Proteste 2016              |
| 23. Juni 2018 | Simbabwe         | Anschlag in Bulawayo             |                               |                                                                 | Granate                                          | Emmerson Mnangagwa                      | 2        | 47        | Proteste in Simbabwe 2016-2017         |
| 23. Juni 2018 | Mali             | Anschlag in Mopti                | Dogon-Extremisten             |                                                                 | Schusswaffen, Entführung                         | Fulani-Zivilisten                       | 32       | 0         | Krieg in Mali seit 2012                |
| 24. Juni 2018 | Nigeria          | Anschlag in Plateau              | Fulani-Extremisten            |                                                                 | Schusswaffen                                     | Zivilisten                              | 81 (+5)  | 6         | Kommunale Konflikte in Nigeria         |
| 27. Juni 2018 | Syrien           | Anschlag in Afrin                | Afrin Falcons                 |                                                                 | 2 Autobomben                                     | Levante-Front-Hauptquartier, Zivilisten | 10       | 20        | Bürgerkrieg in Syrien seit 2011        |
| 30. Juni 2018 | Südsudan         | Anschlag in Northern Upper Nile  | SPLM-IO                       |                                                                 |                                                  | Viehlager                               | 15       | 22        | Bürgerkrieg im Südsudan seit 2013      |

## Juli
| Datum/Beginn  | Betroffenes Land             | Anschlag                     | Täter                                    | Politische Ausrichtung                                     | Mittel | Ziel                                              | Tote      | Verletzte | Hintergrund                         |
| ------------- | ---------------------------- | ---------------------------- | ---------------------------------------- | ---------------------------------------------------------- | --- | ------------------------------------------------- | --------- | --------- | ----------------------------------- |
| 01. Juli 2018 | Mali                         | Anschlag in Gao              | Dschamāʿat Nusrat al-Islām wa-l-Muslimīn | salafistisch, islamistisch, anti-westlich                  | Selbstmordattentäter mit Autobombe, Schusswaffen                                                                 | Militärpatrouille                                 | 4 (+1)    | 31        | Krieg in Mali seit 2012             |
| 01. Juli 2018 | Afghanistan                  | Anschlag in Dschalalabad     | IS                                       | salafistisch, wahhabitisch                                 | Selbstmordattentäter                                                                                             | Sikhistische Zivilisten, Hinduistische Zivilisten | 19 (+1)   | 20        | Krieg in Afghanistan                |
| 01. Juli 2018 | Afghanistan                  | Anschlag in Parwan           |                                          |                                                            | Gift | Wasserversorgung, Zivilisten                      | 0         | 301       | Krieg in Afghanistan                |
| 05. Juli 2018 | Syrien                       | Anschlag in Manbidsch        |                                          |                                                            | Sprengsatz | Demonstration                                     | 1         | 22        | Bürgerkrieg in Syrien seit 2011     |
| 06. Juli 2018 | Syrien                       | Anschlag in Deir ez-Zor      | vermutlich IS                            | salafistisch, wahhabitisch                                 | Autobombe | Milizionäre, Zivilisten                           | 18        | 20        | Bürgerkrieg in Syrien seit 2011     |
| 09. Juli 2018 | Syrien                       | Anschlag in Latakia          | Ansar al-Islam, Fursan al-Iman           | salafistisch, wahhabitisch                                 | Schusswaffen, Artillerie                                                                                         | Dorf, Regierungskämpfer                           | 27 (+6)   | 40        | Bürgerkrieg in Syrien seit 2011     |
| 09. Juli 2018 | Nigeria                      | Anschlag in Taraba           | Fulani-Extremisten                       |                                                            | Schusswaffen | Dörfer                                            | 50        |           | Kommunale Konflikte in Nigeria      |
| 10. Juli 2018 | Pakistan                     | Anschlag in Peschawar        | TTP                                      | deobandisch, islamisch-fundamentalistisch                  | Selbstmordattentäter                                                                                             | Wahlkampfveranstaltung, Haroon Bilour             | 22 (+1)   | 75        | Konflikt in Nordwest-Pakistan       |
| 13. Juli 2018 | Pakistan                     | Anschlag in Bannu            | Ittehad-ul-Mujahideen                    |                                                            | Motorradbombe | Wahlkampfveranstaltung                            | 5         | 37        | Konflikt in Nordwest-Pakistan       |
| 13. Juli 2018 | Pakistan                     | Anschlag in Mastung          | IS                                       | salafistisch, wahhabitisch                                 | Selbstmordattentäter                                                                                             | Wahlkundgebung                                    | 149 (+1)  | 186       | Konflikt in Nordwest-Pakistan       |
| 13. Juli 2018 | Vereinigtes Königreich       | Anschlag in Belfast          | New IRA                                  | irisch-republikanisch                                      | Sprengsatz | Gebäude                                           | 0         | 1         | Nordirlandkonflikt                  |
| 13. Juli 2018 | Vereinigtes Königreich       | Anschlag in Derry            | New IRA                                  | irisch-republikanisch                                      | Schusswaffen, Granate                                                                                            | Polizisten                                        | 0         | 0         | Nordirlandkonflikt                  |
| 14. Juli 2018 | Nigeria                      | Anschlag in Yobe             | Boko Haram                               | wahhabitisch, islamistisch                                 | Schusswaffen, Brandstiftung                                                                                      | Militärstützpunkt                                 | 62        | 50        | Scharia-Konflikt in Nigeria         |
| 17. Juli 2018 | Afghanistan                  | Anschlag in Sar-i Pul        | IS                                       | salafistisch, wahhabitisch                                 | Selbstmordattentäter                                                                                             | Beerdigung                                        | 27 (+1)   | 23        | Krieg in Afghanistan                |
| 17. Juli 2018 | Zentralafrikanische Republik | Anschlag in Mbomou           | Anti-Balaka                              | christlich                                                 | Schusswaffen | Dorf                                              | 2         | 30        | Krieg in Afghanistan                |
| 18. Juli 2018 | Irak                         | Anschlag in Kirkuk           | vermutlich IS                            | salafistisch, wahhabitisch                                 | Sprengsätze, Mörser                                                                                              |                                                   | 1         | 31        | Aufstand im Irak 2011–2013          |
| 19. Juli 2018 | Nigeria                      | Anschlag in Borno            | Boko Haram                               | wahhabitisch, islamistisch                                 | Rakete, Schusswaffen, Brandstiftung                                                                              | Konvoi                                            | 30        | 0         | Scharia-Konflikt in Nigeria         |
| 20. Juli 2018 | Mali                         | Anschlag in Ménaka           |                                          |                                                            | Schusswaffen | Dorf, Sicherheitskräfte                           | 21        | 0         | Krieg in Mali seit 2012             |
| 20. Juli 2018 | Afghanistan                  | Anschlag in Ghazni           | Taliban                                  | deobandisch-fundamentalistisch, paschtunisch, islamistisch | Schusswaffen | Polizeikontrollpunkte                             | 12        | 20        | Krieg in Afghanistan                |
| 20. Juli 2018 | Russland                     | Anschlag in Dagestan         | IS                                       | salafistisch, wahhabitisch                                 | Schusswaffen | Verkehrspolizisten                                | 2         | 1         | Russisch-Tschetschenischer Konflikt |
| 22. Juli 2018 | Afghanistan                  | Anschlag in Kabul            | IS                                       | salafistisch, wahhabitisch                                 | Selbstmordattentäter                                                                                             | Flughafen                                         | 23 (+1)   | 107       | Krieg in Afghanistan                |
| 22. Juli 2018 | Pakistan                     | Anschlag in Dalbandin        | Balochistan Liberation Army              | autonomistisch, belutschisch-nationalistisch               | Handgranate | Wahlbüro                                          | 0         | 30        | Belutschistankonflikt               |
| 23. Juli 2018 | Somalia                      | Anschlag in Jubbada Hoose    | al-Shabaab                               | wahhabitisch, islamistisch                                 | Selbstmordattentäter mit Autobombe, Schusswaffen                                                                 | Militärstützpunkt                                 | 5 (+10)   | 30        | Somalischer Bürgerkrieg             |
| 23. Juli 2018 | Syrien                       | Anschlag in Aʿzāz            |                                          |                                                            | Selbstmordattentäter mit Autobombe                                                                               | Regierungsgebäude, Zivilisten                     | 1 (+1)    | 23        | Bürgerkrieg in Syrien seit 2011     |
| 23. Juli 2018 | Syrien                       | Anschlag in Aleppo           | vermutlich IS                            | salafistisch, wahhabitisch                                 | Autobombe |                                                   | 3         | 37        | Bürgerkrieg in Syrien seit 2011     |
| 25. Juli 2018 | Pakistan                     | Anschlag in Quetta           | IS                                       | salafistisch, wahhabitisch                                 | Selbstmordattentäter                                                                                             | Wahlbüro                                          | 31 (+1)   | 60        | Konflikt in Nordwest-Pakistan       |
| 25. Juli 2018 | Syrien                       | Anschlagsserie in as-Suwaida | IS                                       | salafistisch, wahhabitisch                                 | Selbstmordattentäter mit Motorradbombe, Selbstmordattentäter, Sprengsätze, Schusswaffen, Entführung              | Gemüsemarkt, Zivilisten, Dörfer                   | 246 (+56) | 180       | Bürgerkrieg in Syrien seit 2011     |
| 29. Juli 2018 | Tadschikistan                | Anschlag in Danghara         | IS                                       | salafistisch, wahhabitisch                                 | Fahrzeug, Messer                                                                                                 | Touristen                                         | 4         | 3         |                                     |
| 30. Juli 2018 | Afghanistan                  | Anschlag in Farah            | Taliban                                  | deobandisch-fundamentalistisch, paschtunisch, islamistisch | Sprengsatz am Straßenrand                                                                                        | Bus                                               | 11        | 37        | Krieg in Afghanistan                |
| 30. Juli 2018 | Afghanistan                  | Anschlag in Dschalalabad     | IS                                       | salafistisch, wahhabitisch                                 | Selbstmordattentäter mit Autobombe, Selbstmordattentäter, Schusswaffen, Handgranaten, Geiselnahme, Brandstiftung | Regierungsgebäude                                 | 14 (+3)   | 26        | Krieg in Afghanistan                |

## August
| Datum/Beginn    | Betroffenes Land | Anschlag                | Täter               | Politische Ausrichtung                                                                                       | Mittel                                           | Ziel                           | Tote       | Verletzte | Hintergrund                     |
| --------------- | ---------------- | ----------------------- | ------------------- | --- | ------------------------------------------------ | ------------------------------ | ---------- | --------- | ------------------------------- |
| 02. August 2018 | Syrien           | Anschlag in Idlib       |                     | | Autobombe                                        | Bushaltestelle                 | 2          | 25        | Bürgerkrieg in Syrien seit 2011 |
| 03. August 2018 | Afghanistan      | Anschlag in Gardez      | IS                  | salafistisch, wahhabitisch                                                                                   | 2 Selbstmordattentäter mit Schusswaffen          | Schiitische Moschee            | 34 (+2)    | 94        | Krieg in Afghanistan            |
| 06. August 2018 | Afghanistan      | Anschlag in Lugar       | Taliban             | deobandisch-fundamentalistisch, paschtunisch, islamistisch                                                   | Schusswaffen                                     | Kontrollpunkte, Zivilisten     | 20 (+30)   | 26 (+40)  | Krieg in Afghanistan            |
| 07. August 2018 | Afghanistan      | Anschlag in Urusgan     | Taliban             | deobandisch-fundamentalistisch, paschtunisch, islamistisch                                                   | Schusswaffen                                     | Militärposten                  | 27 (+60)   | 3         | Krieg in Afghanistan            |
| 10. August 2018 | Afghanistan      | Anschlag in Ghazni      | Taliban             | deobandisch-fundamentalistisch, paschtunisch, islamistisch                                                   | Mörser, Sprengsätze, Schusswaffen, Brandstiftung | Sicherheitskräfte              | 140 (+326) |           | Krieg in Afghanistan            |
| 10. August 2018 | Jordanien        | Anschlag in Amman       | IS                  | salafistisch, wahhabitisch                                                                                   | Sprengsätze                                      | Polizeifahrzeug, Polizeirazzia | 5 (+4)     | 20        | Bürgerkrieg in Syrien seit 2011 |
| 12. August 2018 | Syrien           | Anschlag in Afrin       | YPG                 | | Sprengstoff                                      | Türkische Soldaten             | 10         | 20        | Bürgerkrieg in Syrien seit 2011 |
| 14. August 2018 | Afghanistan      | Anschlag in Baghlan     | Taliban             | deobandisch-fundamentalistisch, paschtunisch, islamistisch                                                   |                                                  | Militärstützpunkt              | 45         |           | Krieg in Afghanistan            |
| 15. August 2018 | Afghanistan      | Anschlag in Kabul       | IS                  | salafistisch, wahhabitisch                                                                                   | Selbstmordattentäter                             | Unterrichtszentrum             | 48 (+1)    | 67        | Krieg in Afghanistan            |
| 17. August 2018 | Syrien           | Anschlag in Deir ez-Zor | IS                  | salafistisch, wahhabitisch                                                                                   |                                                  | Soldaten                       | 20         |           | Bürgerkrieg in Syrien seit 2011 |
| 24. August 2018 | Syrien           | Anschlag in as-Suwaida  | IS                  | salafistisch, wahhabitisch                                                                                   |                                                  | Soldaten                       |            | 72        | Bürgerkrieg in Syrien seit 2011 |
| 28. August 2018 | Philippinen      | Anschlag in Isulan      | BIFF, Abu Sajaf, IS | autonomistisch, salafistisch, moro-nationalistisch, wahhabitisch, islamistisch, islamisch-fundamentalistisch | Motorradbombe                                    | Veranstaltung, Militär-Lkw     | 3          | 36        | Moro-Konflikt                   |
| 30. August 2018 | Nigeria          | Anschlag in Borno       | Boko Haram          | wahhabitisch, islamistisch                                                                                   | Schusswaffen                                     | Militärstützpunkt              | 48         | 19        | Scharia-Konflikt in Nigeria     |

## September
| Datum/Beginn       | Betroffenes Land             | Anschlag                 | Täter                                                               | Politische Ausrichtung                                          | Mittel                                          | Ziel                                     | Tote     | Verletzte | Hintergrund                            |
| ------------------ | ---------------------------- | ------------------------ | ------------------------------------------------------------------- | --------------------------------------------------------------- | ----------------------------------------------- | ---------------------------------------- | -------- | --------- | -------------------------------------- |
| 01. September 2018 | Syrien                       | Anschlag in Aʿzāz        |                                                                     |                                                                 | Autobombe                                       | Moschee, Versammlung                     | 1        | 25        | Bürgerkrieg in Syrien seit 2011        |
| 01. September 2018 | Nigeria                      | Anschlag in Borno        | Boko Haram                                                          | wahhabitisch, islamistisch                                      | Schusswaffen                                    | Militärstützpunkt                        | 30       |           | Scharia-Konflikt in Nigeria            |
| 05. September 2018 | Afghanistan                  | Anschlag in Kabul        | IS                                                                  | salafistisch, wahhabitisch                                      | Selbstmordattentäter mit Schusswaffe, Autobombe | Wrestling-Club, Journalisten, Ersthelfer | 26 (+1)  | 91        | Krieg in Afghanistan                   |
| 05. September 2018 | Saudi-Arabien                | Anschlag in Nadschran    | Huthi                                                               | zaiditisch, antiimperialistisch, antizionistisch, antisemitisch | Rakete                                          | Nadschran                                | 0        | 26        | Militärintervention im Jemen seit 2015 |
| 07. September 2018 | Syrien                       | Anschlag in Mhardeh      | Haiʾat Tahrir asch-Scham, Ansar al-Tawhid                           | salafistisch, wahhabitisch                                      | Raketen                                         | Infrastruktur                            | 9        | 31        | Bürgerkrieg in Syrien seit 2011        |
| 07. September 2018 | Indien                       | Anschlag in Chhattisgarh | Maoisten                                                            | maoistisch                                                      | Entführung                                      | Zivilisten                               | 0        | 35        | Naxalitenaufstand                      |
| 09. September 2018 | Afghanistan                  | Anschlag in Kabul        | IS                                                                  | salafistisch, wahhabitisch                                      | 2 Selbstmordattentäter, einer mit Motorradbombe | Beerdigung                               | 7 (+2)   | 24        | Krieg in Afghanistan                   |
| 09. September 2018 | Afghanistan                  | Anschlag in Baglan       | Taliban                                                             | deobandisch-fundamentalistisch, paschtunisch, islamistisch      |                                                 | Kontrollpunkte                           | 20       | 5         | Krieg in Afghanistan                   |
| 10. September 2018 | Afghanistan                  | Anschlag in Dschuzdschan | Taliban                                                             | deobandisch-fundamentalistisch, paschtunisch, islamistisch      | Schusswaffen                                    | Kontrollpunkte                           | 52 (+42) | 27 (+?)   | Krieg in Afghanistan                   |
| 11. September 2018 | Afghanistan                  | Anschlag in Nangarhar    |                                                                     |                                                                 | Selbstmordattentäter                            | Demonstration                            | 68 (+1)  | 165       | Krieg in Afghanistan                   |
| 11. September 2018 | Syrien                       | Anschlag in as-Suwaida   | IS                                                                  | salafistisch, wahhabitisch                                      | Schusswaffen, Entführung                        | Soldaten                                 | 21 (+8)  |           | Bürgerkrieg in Syrien seit 2011        |
| 12. September 2018 | Irak                         | Anschlag in Salah ad-Din | vermutlich IS                                                       | salafistisch, wahhabitisch                                      | Selbstmordattentäter mit Autobombe              | Restaurant                               | 6 (+1)   | 42        | Aufstand im Irak 2011–2013             |
| 12. September 2018 | China                        | Anschlag in Hengdong     | Yang Zanyun                                                         |                                                                 | Fahrzeug, Messer                                | Zivilisten                               | 15       | 43        |                                        |
| 13. September 2018 | Nigeria                      | Anschlag in Adamawa      | Fulani-Extremisten                                                  |                                                                 | Brandstiftung                                   | Dörfer, Pastor                           | 51       |           | Kommunale Konflikte in Nigeria         |
| 14. September 2018 | Syrien                       | Anschlag in Deir ez-Zor  | IS                                                                  | salafistisch, wahhabitisch                                      | Schusswaffen, Sprengstoff                       | SDF-Soldaten                             | 20       |           | Bürgerkrieg in Syrien seit 2011        |
| 16. September 2018 | Kamerun                      | Anschlag in Sud-Ouest    |                                                                     |                                                                 | Schusswaffen, Macheten                          | Schule                                   | 0        | 21        | Ambazonien-Krise                       |
| 22. September 2018 | Iran                         | Anschlag in Ahvaz        | Ahvaz National Resistance / IS / Patriotic Arab Democratic Movement | autonomistisch / salafistisch, wahhabitisch                     | Schusswaffen                                    | Militärparade                            | 25 (+5)  | 70        | Arabischer Separatismus in Chuzestan   |
| 22. September 2018 | Demokratische Republik Kongo | Anschlag in Beni         | ADF                                                                 | islamistisch                                                    | Schusswaffen, Macheten, Äxte, Messer            | Soldaten                                 | 24       | 21        | ADF-Konflikt                           |
| 28. September 2018 | Mali                         | Anschlag in Gao          | MSA                                                                 | tuareg-nationalistisch                                          | Schusswaffen                                    | Zivilisten                               | 22       |           | Krieg in Mali seit 2012                |
| 28. September 2018 | Südsudan                     | Anschlag in Yambio       |                                                                     |                                                                 | Granate                                         | Gedenkfeier                              | 9        | 35        | Bürgerkrieg im Südsudan seit 2013      |

## Oktober
| Datum/Beginn     | Betroffenes Land             | Anschlag                 | Täter                                | Politische Ausrichtung                                     | Mittel                                                                 | Ziel                          | Tote     | Verletzte | Hintergrund                                      |
| ---------------- | ---------------------------- | ------------------------ | ------------------------------------ | ---------------------------------------------------------- | ---------------------------------------------------------------------- | ----------------------------- | -------- | --------- | ------------------------------------------------ |
| 02. Oktober 2018 | Afghanistan                  | Anschlag in Nangarhar    | IS                                   | salafistisch, wahhabitisch                                 | Selbstmordattentäter                                                   | Wahlkampfveranstaltung        | 18 (+1)  | 47        | Krieg in Afghanistan                             |
| 06. Oktober 2018 | Syrien                       | Anschlag in Aʿzāz        |                                      |                                                            | Autobombe                                                              | Stadtzentrum                  | 5        | 27        | Bürgerkrieg in Syrien seit 2011                  |
| 07. Oktober 2018 | Deutschland                  | Anschlag nahe Allersberg | Islamisten                           | islamistisch                                               | Stahlseil                                                              | Gleisanlagen, Expresszug      | 0        | 0         |                                                  |
| 10. Oktober 2018 | Syrien                       | Anschlag in Deir ez-Zor  | IS                                   | salafistisch, wahhabitisch                                 | Schusswaffen, Sprengstoff, Entführung(en)                              | Flüchtlingslager              | 37 (+58) |           | Bürgerkrieg in Syrien seit 2011                  |
| 13. Oktober 2018 | Afghanistan                  | Anschlag in Rustaq       | vermutlich Taliban                   | deobandisch-fundamentalistisch, paschtunisch, islamistisch | Motorradbombe                                                          | Kundgebung                    | 22       | 36        | Krieg in Afghanistan                             |
| 13. Oktober 2018 | Afghanistan                  | Anschlag in Farah        | Taliban                              | deobandisch-fundamentalistisch, paschtunisch, islamistisch | Entführung                                                             | Militärstützpunkt             | 20 (+5)  | 11        | Krieg in Afghanistan                             |
| 13. Oktober 2018 | Somalia                      | Anschlag in Baidoa       | al-Shabaab                           | wahhabitisch, islamistisch                                 | 2 Selbstmordattentäter                                                 | Restaurant, Hotel             | 20 (+2)  | 31        | Somalischer Bürgerkrieg                          |
| 20. Oktober 2018 | Afghanistan                  | Anschlag in Kabul        | IS                                   | salafistisch, wahhabitisch                                 | Selbstmordattentäter                                                   | Wahllokal, Kontrollpunkt      | 15 (+1)  | 25        | Krieg in Afghanistan                             |
| 20. Oktober 2018 | Afghanistan                  | Anschlag in Kabul        |                                      |                                                            | Sprengsatz                                                             | Wahllokal                     | 1        | 30        | Krieg in Afghanistan                             |
| 20. Oktober 2018 | Afghanistan                  | Anschlag in Kundus       | Taliban                              | deobandisch-fundamentalistisch, paschtunisch, islamistisch | Raketen, Brandstiftung                                                 | Wahllokal                     | 3        | 39        | Krieg in Afghanistan                             |
| 20. Oktober 2018 | Afghanistan                  | Anschlag in Baglan       | Taliban                              | deobandisch-fundamentalistisch, paschtunisch, islamistisch | Mörser, Raketen                                                        | Zivilisten                    | 2        | 22        | Krieg in Afghanistan                             |
| 23. Oktober 2018 | Irak                         | Anschlag in al-Qayyara   | IS                                   | salafistisch, wahhabitisch                                 | Autobombe                                                              | Markt                         | 7        | 40        | Aufstand im Irak 2011–2013                       |
| 24. Oktober 2018 | Venezuela                    | Anschlag in Upata        | Chavistas                            | chavistisch                                                | Knüppel, Steine                                                        | Aktivisten                    | 0        | 20        | Proteste in Venezuela seit 2014                  |
| 26. Oktober 2018 | Syrien                       | Anschlag in Deir ez-Zor  | IS                                   | salafistisch, wahhabitisch                                 | Selbstmordattentäter mit Autobomben, Scharfschützengewehre, Entführung | Sicherheitskräfte             | 68 (+24) | 100       | Bürgerkrieg in Syrien seit 2011                  |
| 27. Oktober 2018 | Afghanistan                  | Anschlag in Wardak       | Taliban                              | deobandisch-fundamentalistisch, paschtunisch, islamistisch | Selbstmordattentäter mit Autobombe                                     | Militärgelände                | 7 (+1)   | 37        | Krieg in Afghanistan                             |
| 27. Oktober 2018 | Vereinigte Staaten           | Anschlag in Pittsburgh   | Robert D. Bowers (White Supremacist) | rechtsextremistisch, antisemitisch                         | Schusswaffen                                                           | Synagoge, jüdische Zivilisten | 11       | 6 (+1)    |                                                  |
| 29. Oktober 2018 | Tunesien                     | Anschlag in Tunis        | IS                                   | salafistisch, wahhabitisch                                 | Selbstmordattentäterin                                                 | Polizisten, Zivilisten        | 0 (+1)   | 26        | Aufstand im Maghreb seit 2002                    |
| 30. Oktober 2018 | Afghanistan                  | Anschlag in Urusgan      | Taliban                              | deobandisch-fundamentalistisch, paschtunisch, islamistisch | Schusswaffen                                                           | Dörfer                        | 40       |           | Krieg in Afghanistan                             |
| 31. Oktober 2018 | Zentralafrikanische Republik | Anschlag in Ouham        |                                      |                                                            | Schusswaffen, Brandstiftung                                            | Dorf                          | 15       | 29        | Bürgerkrieg in der Zentralafrikanischen Republik |

## November
| Datum/Beginn      | Betroffenes Land             | Anschlag                       | Täter                               | Politische Ausrichtung                                          | Mittel                                                                      | Ziel                                                 | Tote     | Verletzte | Hintergrund                                      |
| ----------------- | ---------------------------- | ------------------------------ | ----------------------------------- | --------------------------------------------------------------- | --------------------------------------------------------------------------- | ---------------------------------------------------- | -------- | --------- | ------------------------------------------------ |
| 02. November 2018 | Ägypten                      | Anschlag in al-Minya           | IS                                  | salafistisch, wahhabitisch                                      | Schusswaffen                                                                | Koptische Christen in Bus                            | 7        | 20        | Sinai-Aufstand                                   |
| 02. November 2018 | Nigeria                      | Anschlag in Borno              | Boko Haram                          | wahhabitisch, islamistisch                                      | Flugabwehrkanonen, Brandstiftung                                            | Dorf                                                 | 6        | 24        | Scharia-Konflikt in Nigeria                      |
| 04. November 2018 | Syrien                       | Anschlag in Deir ez-Zor        | IS                                  | salafistisch, wahhabitisch                                      | Selbstmordattentäter mit Autobomben, Schusswaffen                           | Sicherheitskräfte                                    | 12 (+17) | 20        | Bürgerkrieg in Syrien seit 2011                  |
| 05. November 2018 | Afghanistan                  | Anschlag in Farah              | Taliban                             | deobandisch-fundamentalistisch, paschtunisch, islamistisch      | Schusswaffen, Brandstiftung, Entführung                                     | Kontrollpunkt                                        | 20 (+15) |           | Krieg in Afghanistan                             |
| 07. November 2018 | Tadschikistan                | Anschlag in Chudschandh        | IS                                  | salafistisch, wahhabitisch                                      | Sturmgewehr                                                                 | Gefängniswärter, Insassen                            | 27       | 5         |                                                  |
| 08. November 2018 | Irak                         | Anschlag in Mossul             | IS                                  | salafistisch, wahhabitisch                                      | Autobombe                                                                   | Restaurant                                           | 13       | 23        | Aufstand im Irak 2011–2013                       |
| 09. November 2018 | Australien                   | Anschlag in Melbourne          | Hassan Khalif Shire Ali             | islamistisch                                                    | Messer, mit Propangasflaschen beladener Pkw                                 | Passanten in Fußgängerzone                           | 1 (+1)   | 2         |                                                  |
| 09. November 2018 | Somalia                      | Anschlag in Mogadischu         | al-Shabaab                          | wahhabitisch, islamistisch                                      | 2 Selbstmordattentäter mit Autobomben, Autobombe, Schusswaffen              | Hotel, Bus                                           | 65 (+7)  | 106       | Somalischer Bürgerkrieg                          |
| 11. November 2018 | Afghanistan                  | Anschlag in Ghazni             | Taliban                             | deobandisch-fundamentalistisch, paschtunisch, islamistisch      | Schusswaffen                                                                | Distrikt, Sicherheitskräfte, Zivilisten              | 25       | 17        | Krieg in Afghanistan                             |
| 11. November 2018 | Afghanistan                  | Anschlag in Farah              | Taliban                             | deobandisch-fundamentalistisch, paschtunisch, islamistisch      | Schusswaffen                                                                | Distrikt, Sicherheitskräfte, Zivilisten              | 25       | 17        | Krieg in Afghanistan                             |
| 12. November 2018 | Syrien                       | Anschlag in Dscharābulus       | YPG                                 |                                                                 | Autobombe                                                                   | Krankenhaus, Schule, Militärgebäude                  | 3        | 24        | Bürgerkrieg in Syrien seit 2011                  |
| 12. November 2018 | Afghanistan                  | Anschlag in Kabul              | Taliban                             | deobandisch-fundamentalistisch, paschtunisch, islamistisch      | Selbstmordattentäter                                                        | Stadtzentrum                                         | 6 (+1)   | 20        | Krieg in Afghanistan                             |
| 12. November 2018 | Jemen                        | Anschlag in al-Hudaida         | Huthi                               | zaiditisch, antiimperialistisch, antizionistisch, antisemitisch | Sprengfalle, Rakete                                                         | Soldaten                                             | 24       | 0         | Militärintervention im Jemen seit 2015           |
| 12. November 2018 | Mali                         | Anschlag in Gao                | al-Qaida im Maghreb                 | salafistisch, wahhabitisch                                      | Selbstmordattentäter mit Autobombe                                          | UN-Minenräumungsdienstgebäude                        | 3 (+1)   | 30        | Krieg in Mali seit 2012                          |
| 15. November 2018 | Afghanistan                  | Anschlag in Farah              | Taliban                             | deobandisch-fundamentalistisch, paschtunisch, islamistisch      | Schusswaffen                                                                | Militärstützpunkt, Sicherheitskräfte, Polizeistation | 40 (+36) | 5 (+7)    | Krieg in Afghanistan                             |
| 16. November 2018 | Syrien                       | Anschlag in Hama               | Hurras al-Din                       |                                                                 |                                                                             | Soldaten                                             | 22 (+5)  |           | Bürgerkrieg in Syrien seit 2011                  |
| 17. November 2018 | Philippinen                  | Anschlag in Jolo               | Abu Sajaf                           | islamistisch, islamisch-fundamentalistisch                      | Schusswaffen                                                                | Soldaten                                             | 5        | 23        | Moro-Konflikt                                    |
| 18. November 2018 | Indien                       | Anschlag in Punjab             | vermutlich Jaish-e Mohammed         | islamisch-fundamentalistisch                                    | Granaten                                                                    | Versammlung                                          | 3        | 20        |                                                  |
| 18. November 2018 | Nigeria                      | Anschlag in Borno              | Boko Haram                          | wahhabitisch, islamistisch                                      | Panzerfäuste, Sturmgewehre, Brandstiftung                                   | Militärstützpunkt                                    | 118      |           | Scharia-Konflikt in Nigeria                      |
| 20. November 2018 | Afghanistan                  | Anschlag in Kabul              | vermutlich IS                       | salafistisch, wahhabitisch                                      | Selbstmordattentäter                                                        | Versammlung                                          | 55 (+1)  | 94        | Krieg in Afghanistan                             |
| 22. November 2018 | Zentralafrikanische Republik | Anschlag in Bangui             |                                     |                                                                 | Schusswaffen                                                                | Soldaten                                             | 4        | 21        | Bürgerkrieg in der Zentralafrikanischen Republik |
| 23. November 2018 | Pakistan                     | Anschlag in Khyber Pakhtunkhwa | IS                                  | salafistisch, wahhabitisch                                      | Selbstmordattentäter mit Motorradbombe                                      | Markt                                                | 33 (+1)  | 50        | Konflikt in Nordwest-Pakistan                    |
| 23. November 2018 | Afghanistan                  | Anschlag in Chost              | IS                                  | salafistisch, wahhabitisch                                      | Selbstmordattentäter                                                        | Moschee in Militärstützpunkt                         | 27 (+1)  | 57        | Krieg in Afghanistan                             |
| 23. November 2018 | Syrien                       | Anschlag in Deir ez-Zor        | IS                                  | salafistisch, wahhabitisch                                      | Schusswaffen                                                                | SDF-Milizionäre                                      | 92 (+61) |           | Bürgerkrieg in Syrien seit 2011                  |
| 24. November 2018 | Syrien                       | Anschlag in Aleppo             | vermutlich Haiʾat Tahrir asch-Scham | salafistisch, wahhabitisch                                      | Chlorgasraketen                                                             | Dörfer                                               | 0        | 100+      | Bürgerkrieg in Syrien seit 2011                  |
| 25. November 2018 | Afghanistan                  | Anschlag in Farah              | Taliban                             | deobandisch-fundamentalistisch, paschtunisch, islamistisch      | Schusswaffen                                                                | Polizeikonvoi                                        | 22       | 2         | Krieg in Afghanistan                             |
| 26. November 2018 | Somalia                      | Anschlag in Gaalkacyo          | al-Shabaab                          | wahhabitisch, islamistisch                                      | Selbstmordattentäter mit Autobombe, Schusswaffen                            | Religiöses Zentrum                                   | 18 (+4)  | 20 (+1)   | Somalischer Bürgerkrieg                          |
| 28. November 2018 | Afghanistan                  | Anschlag in Kabul              | Taliban                             | deobandisch-fundamentalistisch, paschtunisch, islamistisch      | Selbstmordattentäter mit Autobombe, Handgranaten, Automatische Schusswaffen | Britische Sicherheitsfirma                           | 6 (+5)   | 32        | Krieg in Afghanistan                             |
| 28. November 2018 | Kamerun                      | Anschlag in Extrême-Nord       | Boko Haram                          | wahhabitisch, islamistisch                                      | 2 Selbstmordattentäterinnen                                                 | Markt                                                | 0 (+2)   | 29        | Scharia-Konflikt in Nigeria                      |

## Dezember
| Datum/Beginn      | Betroffenes Land             | Anschlag                  | Täter                                            | Politische Ausrichtung                                     | Mittel                                                                                    | Ziel                            | Tote     | Verletzte | Hintergrund                            |
| ----------------- | ---------------------------- | ------------------------- | ------------------------------------------------ | ---------------------------------------------------------- | ----------------------------------------------------------------------------------------- | ------------------------------- | -------- | --------- | -------------------------------------- |
| 06. Dezember 2018 | Iran                         | Anschlag in Tschahbahar   | Ansar Al-Furqan                                  | salafistisch                                               | Selbstmordattentäter mit Autobombe, Schusswaffen                                          | Polizeistation                  | 2 (+1)   | 42        | Belutschistankonflikt                  |
| 08. Dezember 2018 | Syrien                       | Anschlag in Hadschin      | IS                                               | salafistisch, wahhabitisch                                 | Schusswaffen, Sprengstoff                                                                 | SDF-Milizionäre                 | 44 (+56) | 0         | Bürgerkrieg in Syrien seit 2011        |
| 11. Dezember 2018 | Nigeria                      | Anschlag in Zamfara       |                                                  |                                                            | Schusswaffen, Brandstiftung                                                               | Dorf                            | 22       | 2         | Kommunale Konflikte in Nigeria         |
| 11. Dezember 2018 | Frankreich                   | Anschlag in Straßburg     | Cherif Chekatt                                   | islamistisch                                               | Schusswaffe, Messer                                                                       | Weihnachtsmarkt                 | 5        | 13        |                                        |
| 11. Dezember 2018 | Mali                         | Anschlag in Ménaka        | vermutlich Islamisten                            | islamistisch                                               | Schusswaffen                                                                              | Tuareg-Zivilisten               | 47       | 0         | Krieg in Mali seit 2012                |
| 12. Dezember 2018 | Syrien                       | Anschlag in Aʿzāz         |                                                  |                                                            | Autobombe                                                                                 | Zivilisten                      | 2        | 21        | Bürgerkrieg in Syrien seit 2011        |
| 16. Dezember 2018 | Nigeria                      | Anschlag in Kaduna        | Fulani-Extremisten                               |                                                            | Schusswaffen                                                                              | Dorf, Hochzeit                  | 15       | 24        | Kommunale Konflikte in Nigeria         |
| 16. Dezember 2018 | Syrien                       | Anschlag in Afrin         | Wrath of Olives                                  |                                                            | Autobombe                                                                                 | Markt                           | 9        | 21        | Bürgerkrieg in Syrien seit 2011        |
| 16. Dezember 2018 | Demokratische Republik Kongo | Anschlag in Bandundu      |                                                  |                                                            | Schusswaffen, Macheten, Pfeil und Bogen, Brandstiftung, Entführung                        | Dörfer                          | 890      | 82        |                                        |
| 19. Dezember 2018 | Syrien                       | Anschlag in Hama          | FSA                                              |                                                            | Schusswaffen                                                                              | Soldaten                        | 9        | 20        | Bürgerkrieg in Syrien seit 2011        |
| 21. Dezember 2018 | Jemen                        | Anschlag in Hadramaut     | vermutlich al-Qaida auf der Arabischen Halbinsel | salafistisch, antizionistisch, antisemitisch               | Granaten                                                                                  | Sicherheitszentrum              | 1        | 30        | Militärintervention im Jemen seit 2015 |
| 22. Dezember 2018 | Somalia                      | Anschlag in Mogadischu    | al-Shabaab                                       | wahhabitisch, islamistisch                                 | 2 Selbstmordattentäter mit Autobomben                                                     | Villa Somalia, Gefängnis        | 26 (+2)  | 40        | Somalischer Bürgerkrieg                |
| 24. Dezember 2018 | Afghanistan                  | Anschlag in Kabul         | vermutlich Taliban                               | deobandisch-fundamentalistisch, paschtunisch, islamistisch | Selbstmordattentäter mit Autobombe, Automatische Schusswaffen, Geiselnahme, Brandstiftung | Regierungsgebäude               | 43 (+4)  | 25        | Krieg in Afghanistan                   |
| 24. Dezember 2018 | Kolumbien                    | Anschlag in El Bagre      | Clan del Golfo / Los Caparrapos                  |                                                            | Granate                                                                                   | Lokal                           | 0        | 25        | Bewaffneter Konflikt in Kolumbien      |
| 27. Dezember 2018 | Libyen                       | Anschlag in Murzuq        | Tschadische Extremisten                          |                                                            | Schusswaffen                                                                              | Militärlager                    | 7        | 43        | Bürgerkrieg in Libyen seit 2014        |
| 28. Dezember 2018 | Ägypten                      | Anschlag in Gizeh         | Hasm-Bewegung                                    | islamistisch                                               | Sprengsatz                                                                                | Vietnamesische Touristen in Bus | 4        | 12        | Aufstand in Ägypten seit 2013          |
| 31. Dezember 2018 | Philippinen                  | Anschlag in Cotabato City | BIFF, Pangkat ng Maute                           | autonomistisch, salafistisch, moro-nationalistisch         | Sprengsatz                                                                                | Einkaufszentrum                 | 2        | 34        | Moro-Konflikt                          |
| 31. Dezember 2018 | Afghanistan                  | Anschlag in Sar-i Pul     | Taliban                                          | deobandisch-fundamentalistisch, paschtunisch, islamistisch | Schusswaffen                                                                              | Ölfelder                        | 20       | 20        | Krieg in Afghanistan                   |
| 31. Dezember 2018 | Vereinigtes Königreich       | Anschlag in Manchester    | Islamist                                         | islamistisch                                               | Messer                                                                                    | Bahnhof, Polizist               | 0        | 3         |                                        |